# 1843年大彗星
1843年大彗星，正式名稱C/1843 D1和1843 I，是長週期的彗星，它在1843年3月變得非常明亮（也被稱為3月大彗星）。它在1843年2月5日被發現，很快就變亮成為一顆大彗星。它是克魯茲族彗星的成員，其母彗星是X/1106 C1，因大約在1106年接近太陽而碎裂形成這一個族群。這個族群的彗星以非常接近太陽表面的距離（在幾個太陽半徑之內）通過，並且經常變得非常明亮。

## 近日點
在1843年2月初第一次觀察到這顆彗星，在1843年2月27日，它以令人難以置信的距離接近近日點：少於83萬公里，在光天化日下測得它與太陽的角距離小於1度。它在1843年3月6日最接近地球，並且在第二天達到最大亮度；不幸的是，在赤道以北的觀測者看不見這顆彗星，在它最亮時只有在南半球才能看見。最後一次看見這顆彗星是在1843年4月19日。當時，這顆彗星比其它已知天體都更接近太陽。

## 彗尾

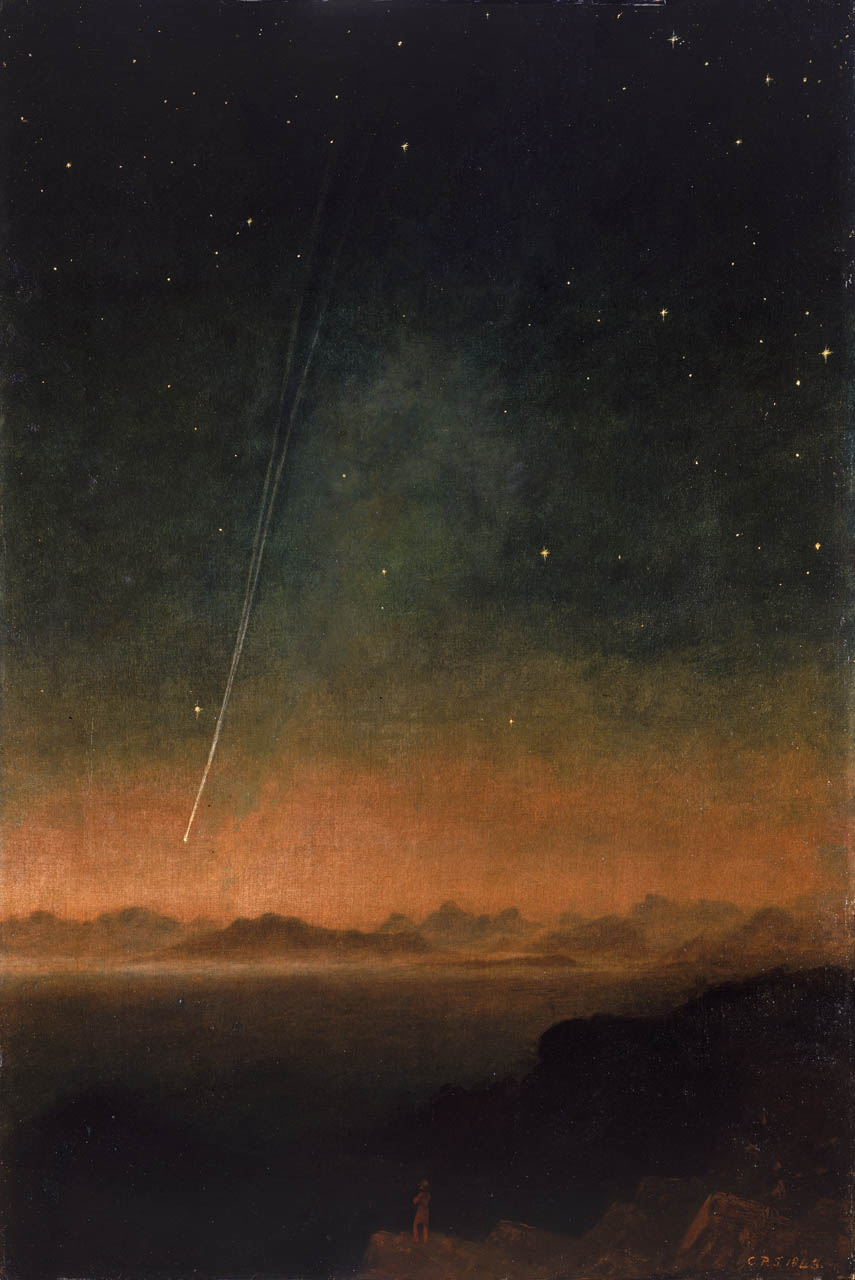
查理斯·皮亞吉·史密斯： 1843年大彗星

1843年大彗星在它通過近日點之後，發展出一條非常長的尾巴。尾巴的長度超過2天文單位，是當時已知彗尾最長的彗星，直到1966年才被百武二號彗星以其兩倍的長度超越。在國家航海博物館有一幅由天文學家查理斯·皮亞吉·史密斯繪製的油畫。這幅畫的目的就在顯示這顆彗星尾部的整體大小和亮度。

## 軌道
估計這顆彗星的軌道週期有512年 ±105年（海因里希·克魯茲在1901年的經典工作），654年 ±103年（Chodas 2008非強迫的解），和688年（噴射推進實驗室線上曆書系統依據1852年曆元），742年（Chodas 2008基於X/1106 C1的強迫解）。但是，這顆彗星從3月5日至4月19日只被觀察了45天，在不確定的情況下，它可軌道週期可能在600年至800年之間。

## 音樂的描述
墨西哥音樂家路易士巴卡寫了鋼琴譜的華爾滋舞曲，"El cometa de 1843"。It appeared as no. 13 in Instructor filarmónico, periódico semanario musical, Tomo primero
 (Mexico, 1843)

## 外部連結
- "Der Komet" in Illustrite Zeitung, 1843 (German with 1 drawing)（页面存档备份，存于）
- Orbital simulation （页面存档备份，存于） from JPL (Java) / Horizons Ephemeris（页面存档备份，存于）
- Orlon Petterson, "Great Comets in History" (Accessed 2/7/06)
- Donald Yeomans, "Great Comets in History" (Accessed 7/21/08)（页面存档备份，存于）
- C/1843 D1 (Great March Comet), cometography.com（页面存档备份，存于）
- "Saw a comet star ablazing..." Log of the New Bedford whaling ship Washington, March 6, 1843, Nantucket Historical Association（页面存档备份，存于）
- Instructor filarmónico, periòdico semanario musical, Tomo primero, page 53; digitized by the Gaylord Music Library, Washington University in St. Louis